# Le Chat du rabbin
Le Chat du rabbin è un film d'animazione del 2011 diretto da Joann Sfar e Antoine Delesvaux, tratto dalla serie a fumetti Il gatto del rabbino dello stesso Sfar, pubblicata dal 2002. Ha vinto il premio César per il miglior film d'animazione.

## Premi e riconoscimenti
- 2011 - European Film Awards
  - Candidatura al miglior film d'animazione
- 2011 - Festival internazionale del film d'animazione di Annecy
  - Miglior lungometraggio
- 2012 - Premi César
  - Miglior film d'animazione
- 2013 - Annie Awards
  - Candidatura al miglior film d'animazione